# Carl Holzmann
Carl Holzmann (Šitboř, 22 de fevereiro de 1849 – Baden, 14 de setembro de 1914) foi um arquiteto austríaco. Geralmente, empregava o estilo historicista.